# セイヨウツゲ
セイヨウツゲ（西洋柘植、学名: Buxus sempervirens）は、ツゲ科ツゲ属の常緑性低木。刈り込みにもよく耐え、庭木や街路樹としてよく用いられる。別名、ヨーロッパツゲ。ボックスウッドやスドウツゲ（須藤柘植）としても知られている。

## 形態
樹高は5 mで、ときに8 mにも達する。葉は長楕円形から倒卵形で明るい緑色をしている。葉はツゲに比べ細く、革質である。単葉で互生し、鋸歯はない。陽地または半陰地を好み、日照が強すぎると葉焼けすることがある。冬期に寒さに遭うと山吹色や茶色に紅葉する。
開花期は3 - 4月。緑黄色で花弁のない、目立たない花をつける。両性花で香りが強く虫媒を行う。果実は3 - 6個の種子を含む3室の蒴果。蒴果は開くと3 m近くまで種子を飛ばす。

## 分布・生育環境

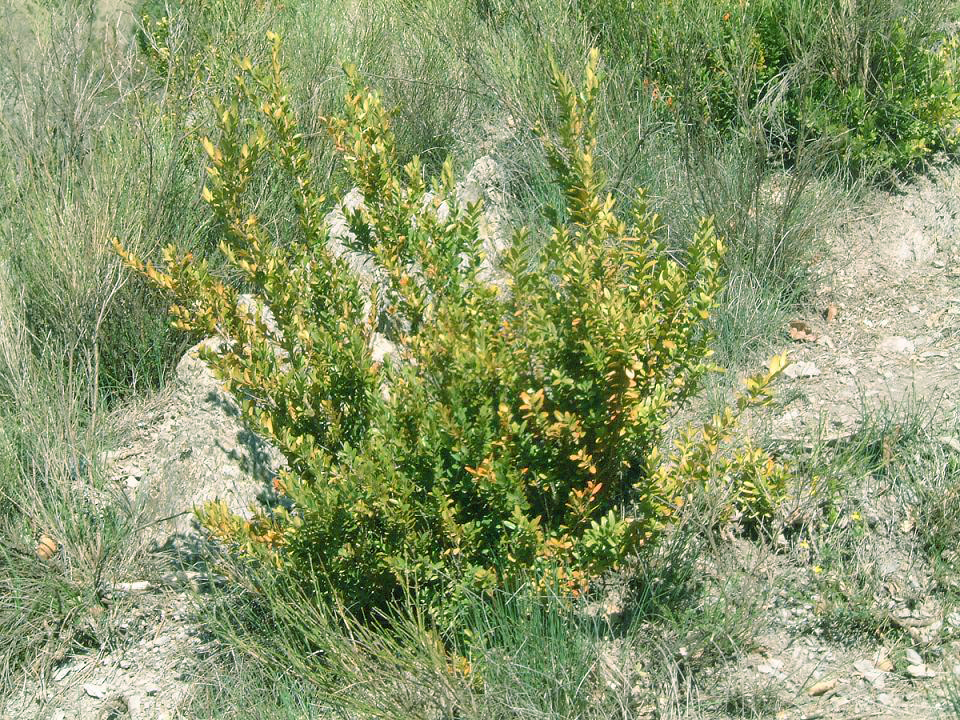
乾燥した地中海に自生する叢状のセイヨウツゲ

地中海沿岸（南ヨーロッパ・北アフリカ）や西アジアのコーカサス山脈付近に自生している。フランス、ピレネー山脈のスペイン側、イングランド南部でもよく見られる。ヨーロッパブナとともに白亜や石灰岩質の土壌の斜面を好む。
本州～九州に植栽される。高知県安芸市の須藤信喜氏が北米より持ち帰り、繁殖栽培し、全国へ普及したといわれている。
西コーカサスに自生する Buxus colchica Pojark.、東コーカサスおよび北イランに自生するB. hyrcana Pojark. は普通本種のシノニムとして扱われる。

## 人とのかかわり
1970年代から利用されるようになった比較的新しい造園木。萌芽力があり、刈込みに耐えることから、生垣などに多用される。他に街路樹、庭園樹、公園樹、花壇の縁取り、トピアリーとして利用されている。容易に移植できる。
耐乾性・耐火性があり、煙にはやや強い。ツゲと同様に挿木や実生で殖やされる。耐寒性は強い。水捌けのよい土が適している。

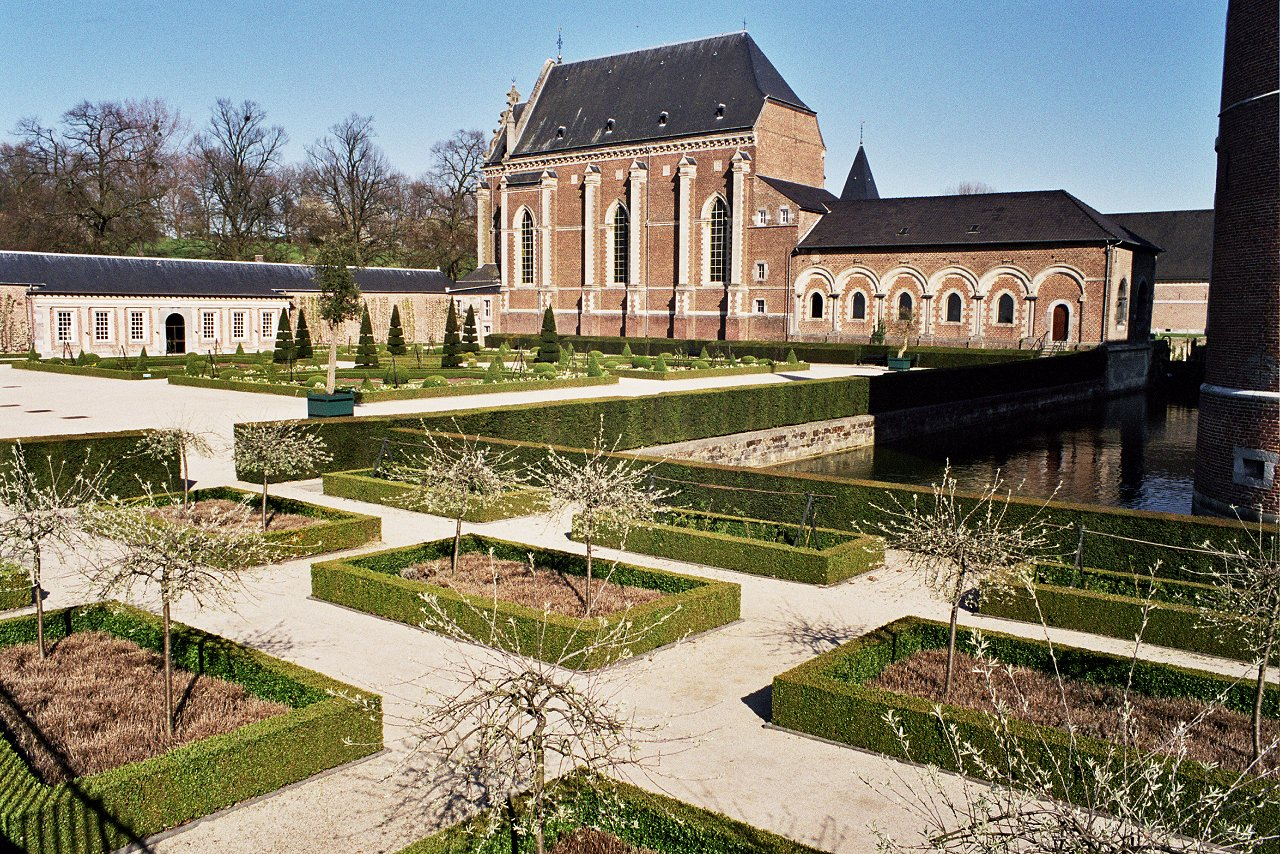
ベルギー、Alden Biesen Castle の庭園に植栽されているセイヨウツゲのトピアリー

セイヨウツゲが自生している地域の郊外の造園家は、さまざまな幾何学模様に仕立てたトピアリーを誇りにしている。フランス人は、宮殿や大聖堂、大規模な城などの庭園を、セイヨウツゲの生垣とトピアリーで飾ってきた。トピアリーの歴史は古く、古代ローマ帝国で「トピアリウス」と呼ばれた園芸家が、セイヨウツゲを使ってミニチュアの風景や動物をかたどったものを作ったのが始まりとされる。

### 園芸品種
- ‘マルギナタ’ Buxus sempervirens cv. Marginata) - 白覆輪葉[5]
- ‘エレガンティシマ’ Buxus sempervirens cv. Elegantissima - 白覆輪葉
- ‘ハンドスウォルセンシス’ Buxus sempervirens 'Handsworthensis' [3][9]

直立し強勢な叢状となる。常緑中低木～小高木で、葉に幅があり、色は黒みの強い緑色。
- ‘スフルティコサ’ Buxus sempervirens 'Suffruticosa' [9]

矮性の常緑小低木。葉は卵形で明緑色。晩春から初夏にかけて、目立たない花を咲かせる。

### 害虫

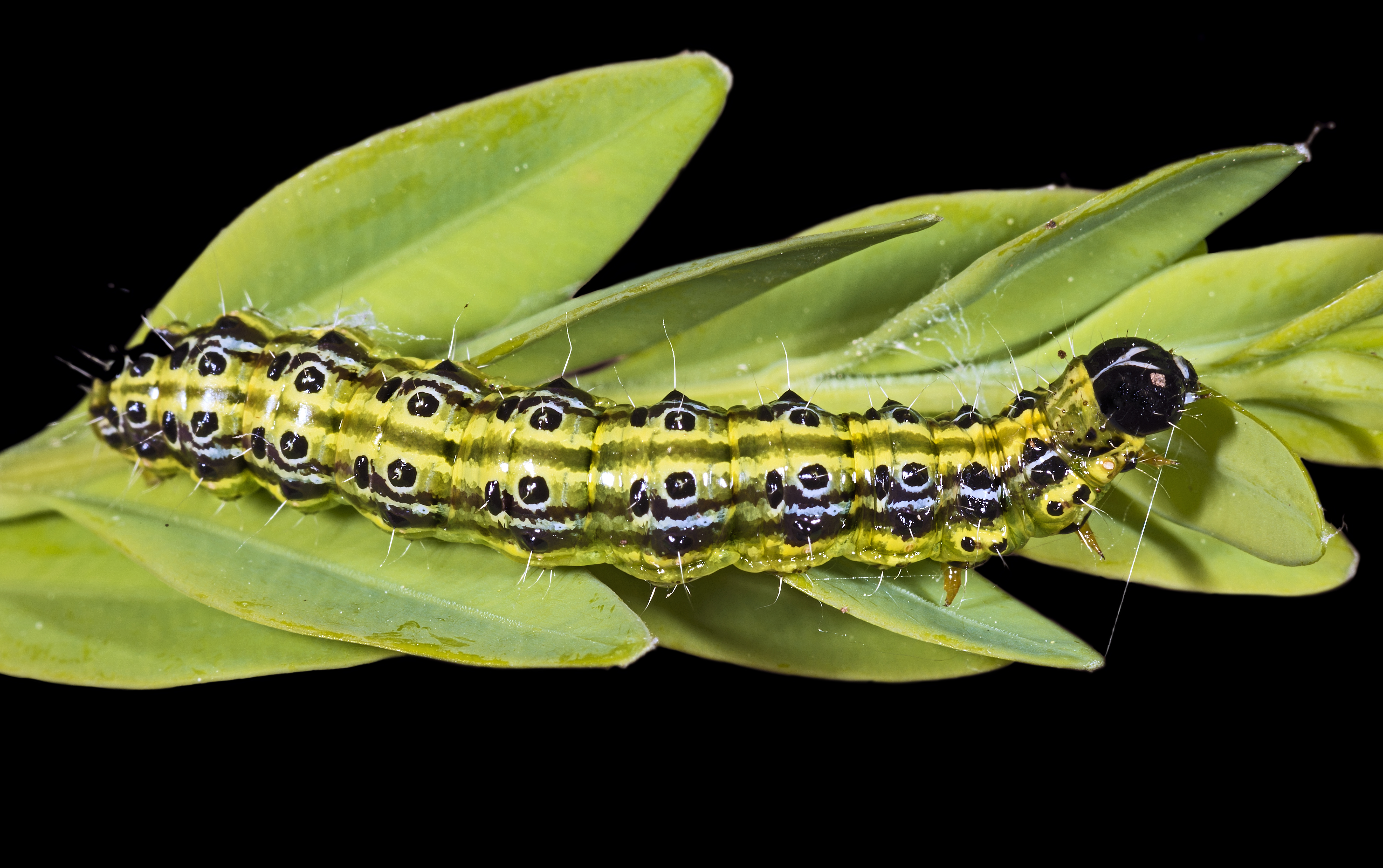
ツゲノメイガ の幼虫

ハマキムシ（ハマキガの幼虫）、ツゲノメイガ Cydalima perspectalis （メイガ科）の食害を受ける。

### 材の利用

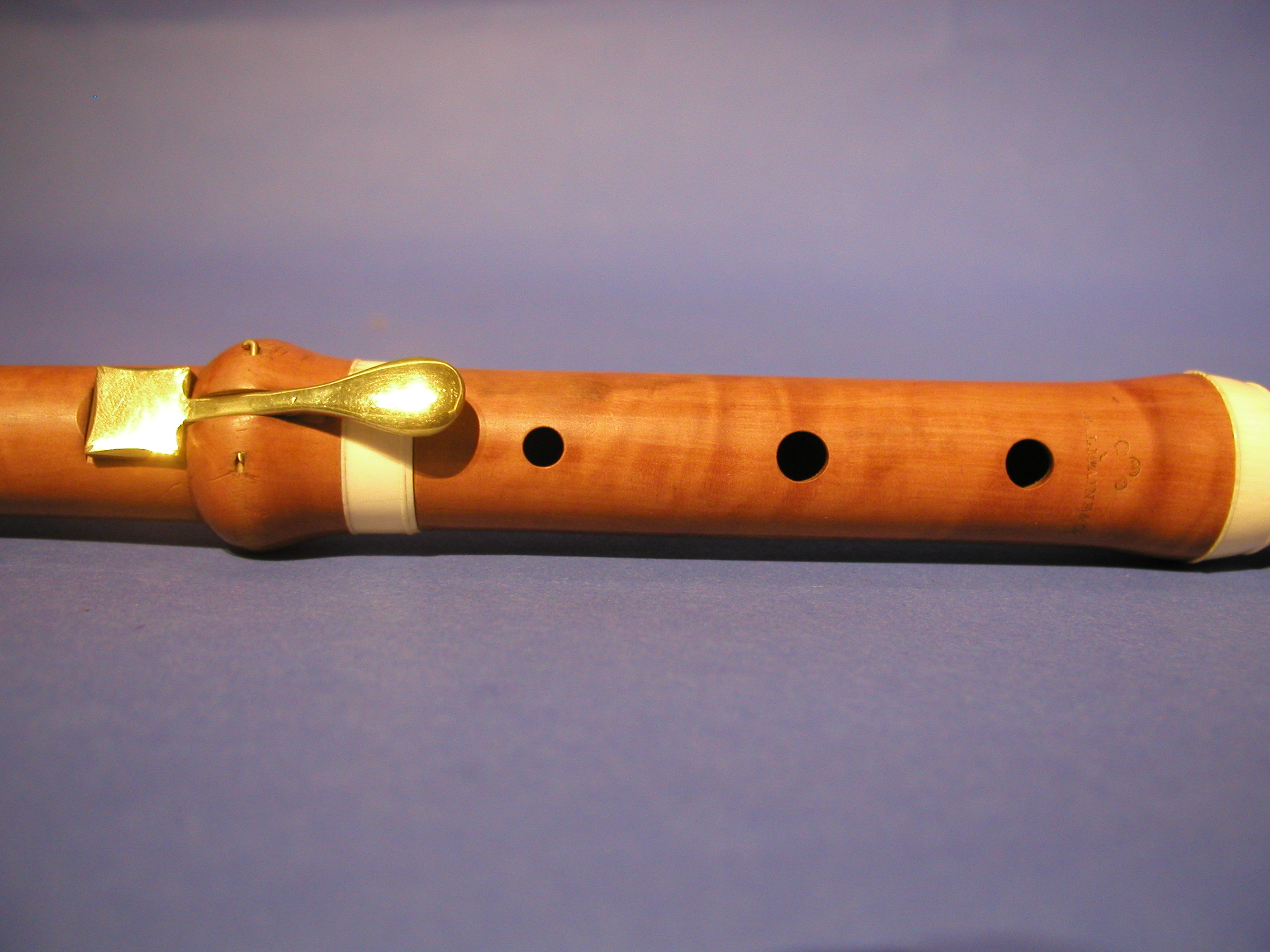
本種の材で作られた19世紀イギリスのフルート

セイヨウツゲの成長は非常に遅く、ヨーロッパ産のものとしては最も重い材木になり、材は黄色くて緻密でムラがなく堅い。印材、櫛などに利用される。彫刻、旋盤加工、象嵌細工などの加工がなされる。磨くとよく艶が出るため、かつて珍重された。19世紀後半には、挿絵入りの本や新聞を印刷するための細かい彫刻をする木版の優良材として好んで利用された。木版印刷はシリンダーオフセット印刷や銅版エッチングなどに取って代わられることになったが、現在でも、マレットのヘッドや定規などにセイヨウツゲの材が用いられる。
セイヨウツゲは楽器とも親密で、古代エジプト人はこの材から竪琴を作った。材質が安定していて、正確なチューニングをしたり孔を開けることができるため、数百年にわたりオーボエやリコーダーなどの木管楽器に使われている。
英語で「箱」を意味する名詞 box は、ラテン語の buxus、更には古代ギリシア語の πυξίς （pyxis; ピュクシス）に由来する。さらにこの語は本種、セイヨウツゲを指す πύξος （pyxos; ピュクソス）から派生したものである。それは、古くから細工物に使われ、本種の材で作られた小箱を「ピュクシス」と呼んだものが、のちに小箱一般を指すようになったのである。古典ラテン語においても、buxus は植物としてのツゲだけでなくツゲ材、そしてさらには笛・駒や櫛などのツゲ製品をも意味する。

### 薬用
かつて薬用にも供された。葉が解熱剤であるキニーネの代用として使われていた。アリストテレスのものとされる『異聞集』では、セイヨウツゲの花の蜂蜜には濃厚な香りがあり、「健康な者を狂わせるが、てんかん患者をたちどころに癒やす」と記されている。しかし今日では、セイヨウツゲには強い毒性があるアルカロイドが何種類か含まれていることがわかっているため、この花の蜂蜜は警戒されている。